# Alliance des démocrates et des libéraux pour l'Europe à l'Assemblée parlementaire du Conseil de l'Europe
L'Alliance des démocrates et des libéraux pour l'Europe à l'Assemblée parlementaire du Conseil de l'Europe (ALDE-PACE) est un groupe parlementaire de l'Assemblée parlementaire du Conseil de l'Europe. Depuis juin 2020, le groupe est présidé par Iulian Bulai, parlementaire roumain.

## Composition

### Présidence du groupe ALDE-PACE
| En fonction         | Président          | Pays        |
| ------------------- | ------------------ | ----------- |
| Depuis juin 2022    | Iulian Bulai       | Roumanie    |
| 2020 – juin 2022    | Jacques Maire      | France      |
| 2017–2020           | Rik Daems          | Belgique    |
| 2014 – octobre 2017 | Jordi Xuclà        | Espagne     |
| 2009–2014           | Anne Brasseur      | Luxembourg  |
| 2002–2009           | Mátyás Eörsi       | Hongrie     |
| 1999–2002           | Kristiina Ojuland  | Estonie     |
| 1994–1999           | Russell Johnston   | Royaume-Uni |
| 1991–1994           | Daniel Tarschys    | Suède       |
| 1983–1991           | Bjorn Elmquist     | Danemark    |
| 1980–1983           | Manfred Vohrer     | Allemagne   |
| 1974–1980           | Frederik Portheine | Pays-Bas    |

### Membres
Le groupe ALDE-PACE est actuellement composé de 94 parlementaires issus de 33 pays membres du Conseil de l’Europe. Il comprend des parlementaires issus des partis centristes ou de centre-droit proches ou membres du Parti de l'Alliance des libéraux et des démocrates pour l'Europe, du Parti démocrate européen ou siégeant avec le groupe Renew Europe du Parlement européen.